# Convento di San Lorenzo (Piglio)
Il convento francescano di San Lorenzo venne fondato a Piglio secondo la leggenda dallo stesso San Francesco in viaggio verso Subiaco, su un terreno donato dal cardinale Giovanni Colonna, vescovo di Sabina nel 1215.

## Storia e descrizione
La chiesa di San Lorenzo, del XV secolo, su edificio forse precedente e con annessa cappella dedicata al beato Andrea Conti, venne ricostruita nel 1773 dall'architetto Giuseppe Ferroni, ma era in abbandono nel 1873. Subì gravi danni nel terremoto del 1915 e per i bombardamenti del 1944 e fu quindi ricostruita secondo le forme originarie nel 1954. Da qui si accede alla grotta in cui era vissuto in romitaggio il beato Andrea Conti, morto nel 1302. Nel 1937 fu ospite del convento Massimiliano Kolbe.